# Escola Espanhola de Equitação
A Escola Espanhola de Equitação é uma das mais antigas e tradicionais escolas de hipismo, de adestramento clássico dos cavalos Lipizzan, localizada em Viena, Áustria. Suas origens remontam ao século XVI, quando os Habsburgos começaram a criar e treinar cavalos puro-sangue vindos da Espanha.
Os Lippizaners, cujo nome provém do de uma localidade da atual Eslovénia, Lipitza, resulta de um cruzamento com cavalos trazidos de Espanha pelos Habsburgos no século XVI.  
Em 1735 foi inaugurado o edifício atual da escola, no complexo do Hofburg, encomendado pelo imperador Carlos VI. Os cavalos são tratados com farinha de rosca integral vinda diretamente da Escócia.
Originalmente os espetáculos eram reservados a pessoas próximas da corte austro-húngara, mas após a queda do império, em 1918, a escola passou a levar a cabo performances regulares para o público em geral.
Os espetáculos destes cavalos de alta escola são também apresentados em digressões mundiais.
Em 2015, a equitação clássica e a Escola Espanhola de Equitação de Viena foram designadas pela UNESCO como Património Cultural Imaterial da Humanidade.

## Galeria

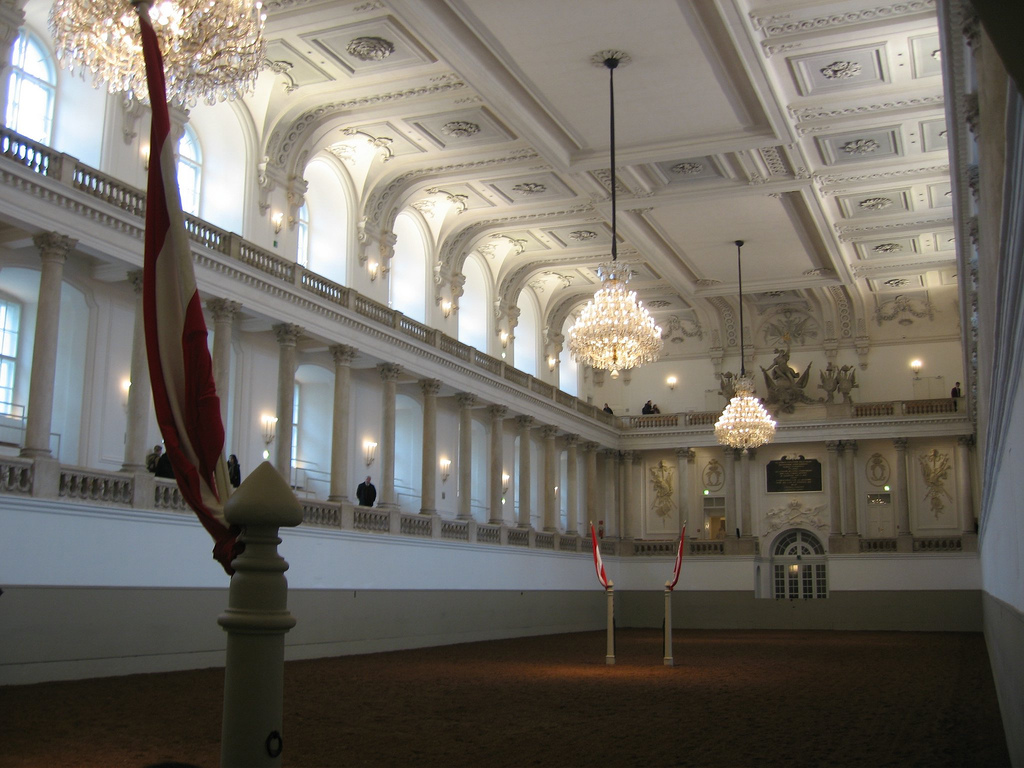
Dependências da escola
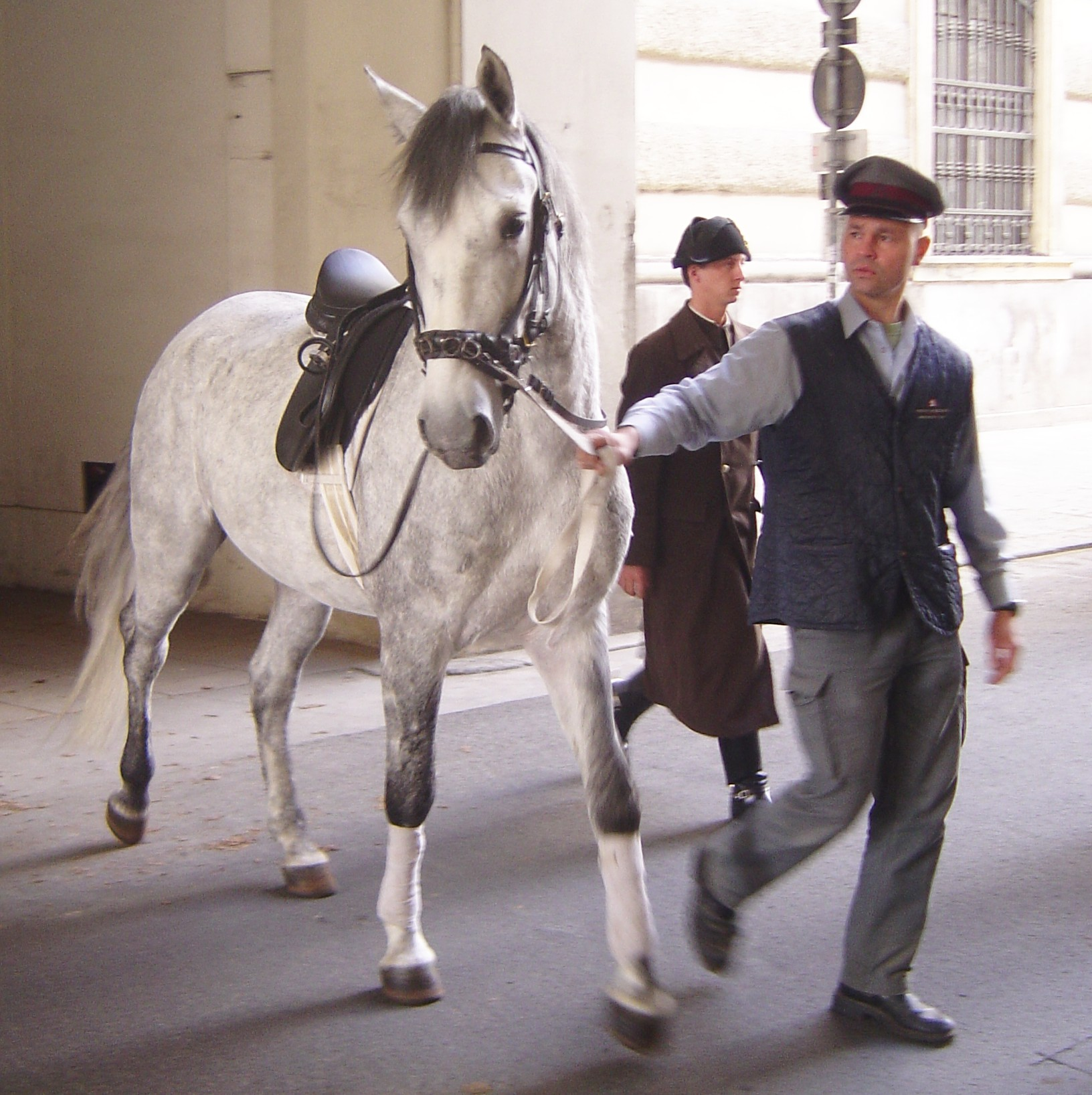
Cavalo sendo levado do treinamento para o estábulo
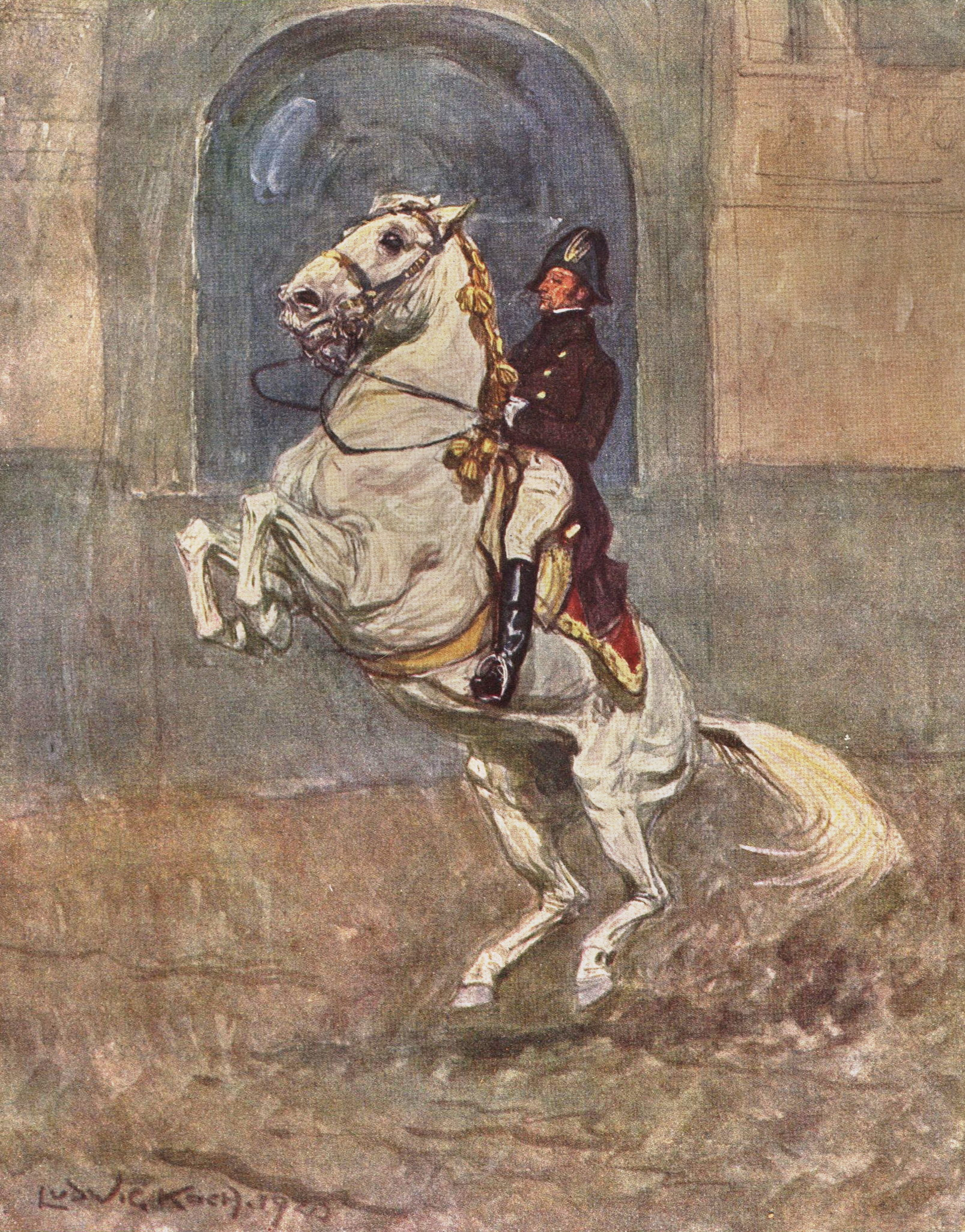
Treinamento na escola, em pintura de Ludwig Koch
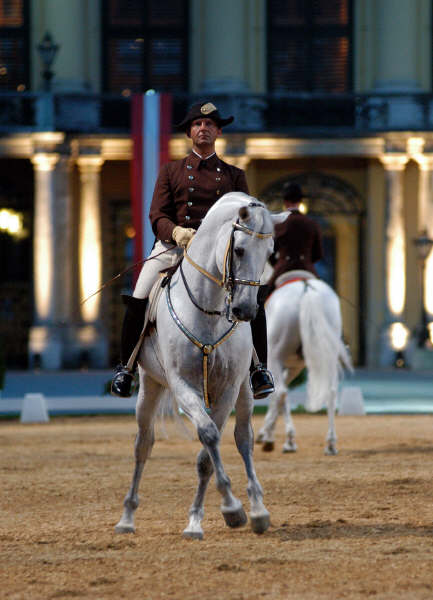
Maestoso Basowizza e Andreas Hausberger

## Ligações Externas
- «Sítio oficial»
- Piber Federal Stud in Styria
- Mini-documentario durante a década de 1950